# آوتاندیل ماخارادزه
آوتاندیل ماخارادزه (گرجی: ავთანდილ მახარაძე؛ زادهٔ ۱۶ ژوئیهٔ ۱۹۴۳) بازیگر اهل کشور گرجستان است.
از فیلم‌ها یا برنامه‌های تلویزیونی که وی در آن نقش داشته‌است می‌توان به توبه اشاره کرد.
وی همچنین برندهٔ جایزه نیکا شده‌است.